# فرودگاه لیزالا
فرودگاه لیزالا (به انگلیسی: Lisala Airport) یک فرودگاه همگانی با کد یاتا LIQ است که یک باند فرود شن دارد و طول باند آن ۲۱۹۵ متر است. این فرودگاه در کشور جمهوری دموکراتیک کنگو قرار دارد و در ارتفاع ۴۶۰ متری از سطح دریا واقع شده است.